# Anthomyia acutula
Anthomyia acutula este o specie de muște din genul Anthomyia, familia Anthomyiidae, descrisă de Ackland în anul 2001. Conform Catalogue of Life specia Anthomyia acutula nu are subspecii cunoscute.